# Heinrich Louis d'Arrest
Pour les articles homonymes, voir D'Arrest.
Heinrich Louis d'Arrest (Berlin, 13 juillet 1822 – Copenhague, 14 juin 1875), est un astronome prussien. Son nom est quelquefois orthographié Heinrich Ludwig d'Arrest.
| (76) Freia | 21 octobre 1862 |

## Biographie
Descendant de huguenots expulsés de France en 1685, D’Arrest étudia les mathématiques à l'université de Berlin. Simultanément, il se mit à étudier l'astronomie et c'est ainsi que le 9 juillet 1844 il observa la même comète que le Français Mauvais deux jours auparavant. Le 28 décembre 1844, il découvrait une seconde comète.
Il devint en 1845 l'assistant de Johann Franz Encke à l'observatoire de Berlin. Il participa à la recherche de Neptune organisée par Johann Gottfried Galle. Le 23 septembre 1846, il suggéra qu'une carte du ciel récemment dessinée, couvrant la zone de la position prédite par Urbain Le Verrier, devrait être comparée avec le ciel du moment pour rechercher un déplacement caractéristique d'une planète, par opposition à une étoile fixe. Neptune fut découverte cette même nuit.
Les travaux ultérieurs de D'Arrest à l'observatoire de Leipzig (de) le menèrent à la découverte en 1851 de la comète périodique portant son nom (officiellement désignée 6P/d'Arrest). Il étudia également les astéroïdes (il découvrit (76) Freia) et les nébuleuses. Il découvrit également une galaxie spirale dans la constellation de Pégase, qui plus tard poterait le numéro un au catalogue NGC.
Il reçut la médaille d'or de la Royal Astronomical Society en 1875.
D’Arrest souffrit toute sa vie d’hypocondrie. Il mourut d'une crise cardiaque à Copenhague, au Danemark. Il était membre de l'Académie royale danoise des sciences et des lettres.
Le cratère D'Arrest sur la Lune porte son nom, de même qu'un cratère homonyme sur le satellite martien Phobos. L'astéroïde (9133) d'Arrest porte également son nom.

### Notices nécrologiques
- AN 86 (1875) 63/64 (un paragraphe, en allemand)
- MNRAS 36 (1876) 155